# 石门坎 (贵州)

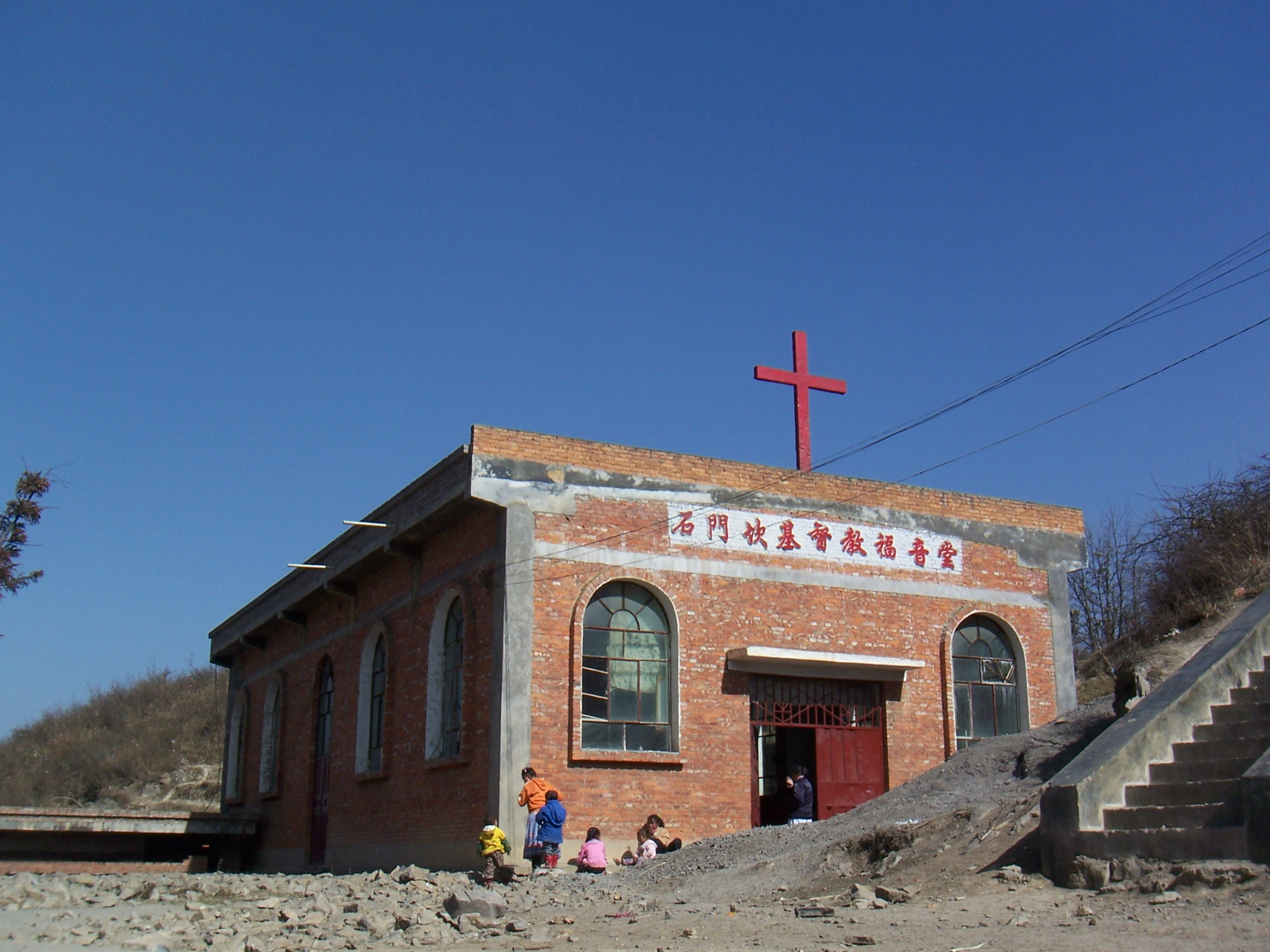
石门坎的基督教堂

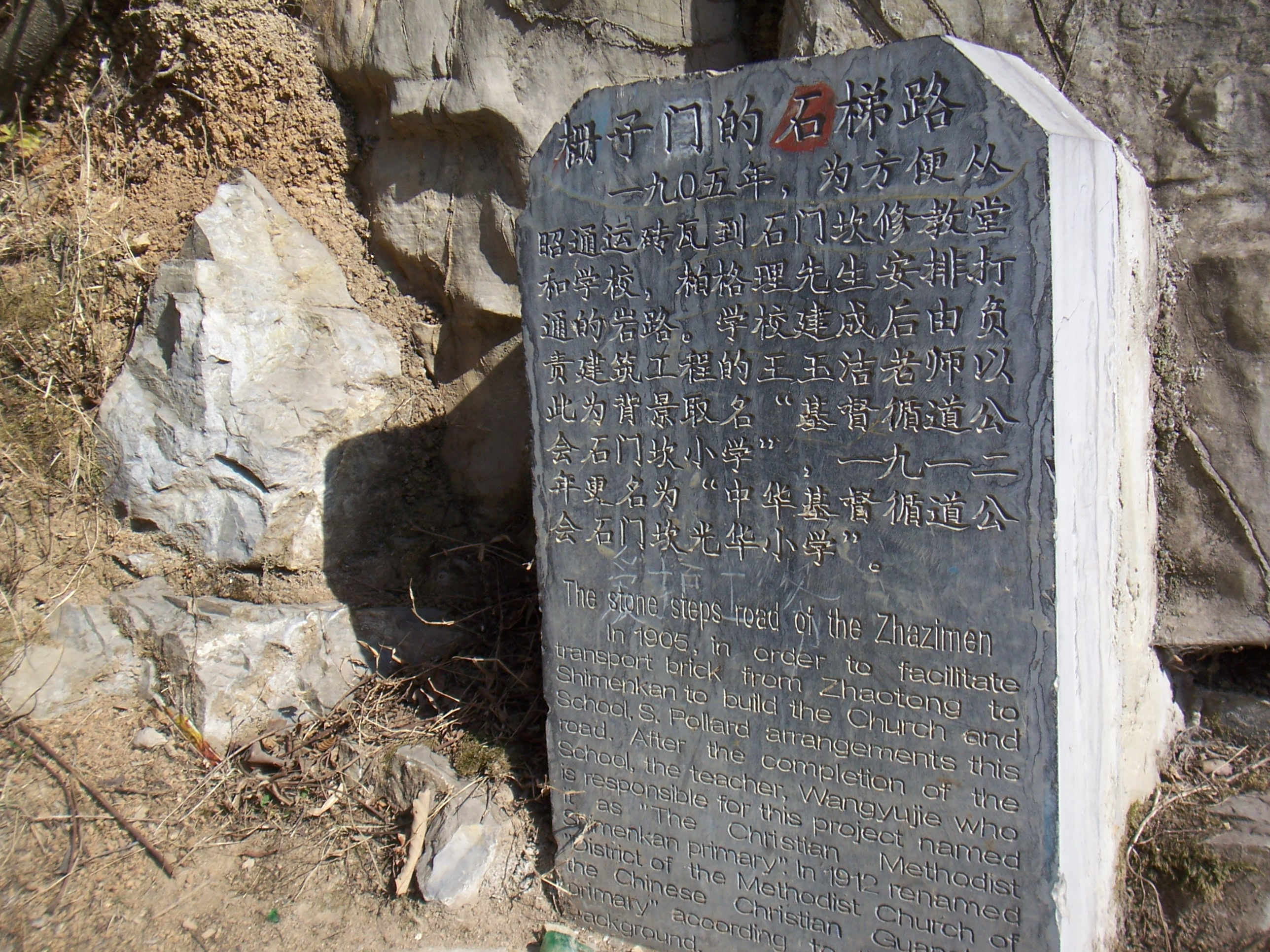

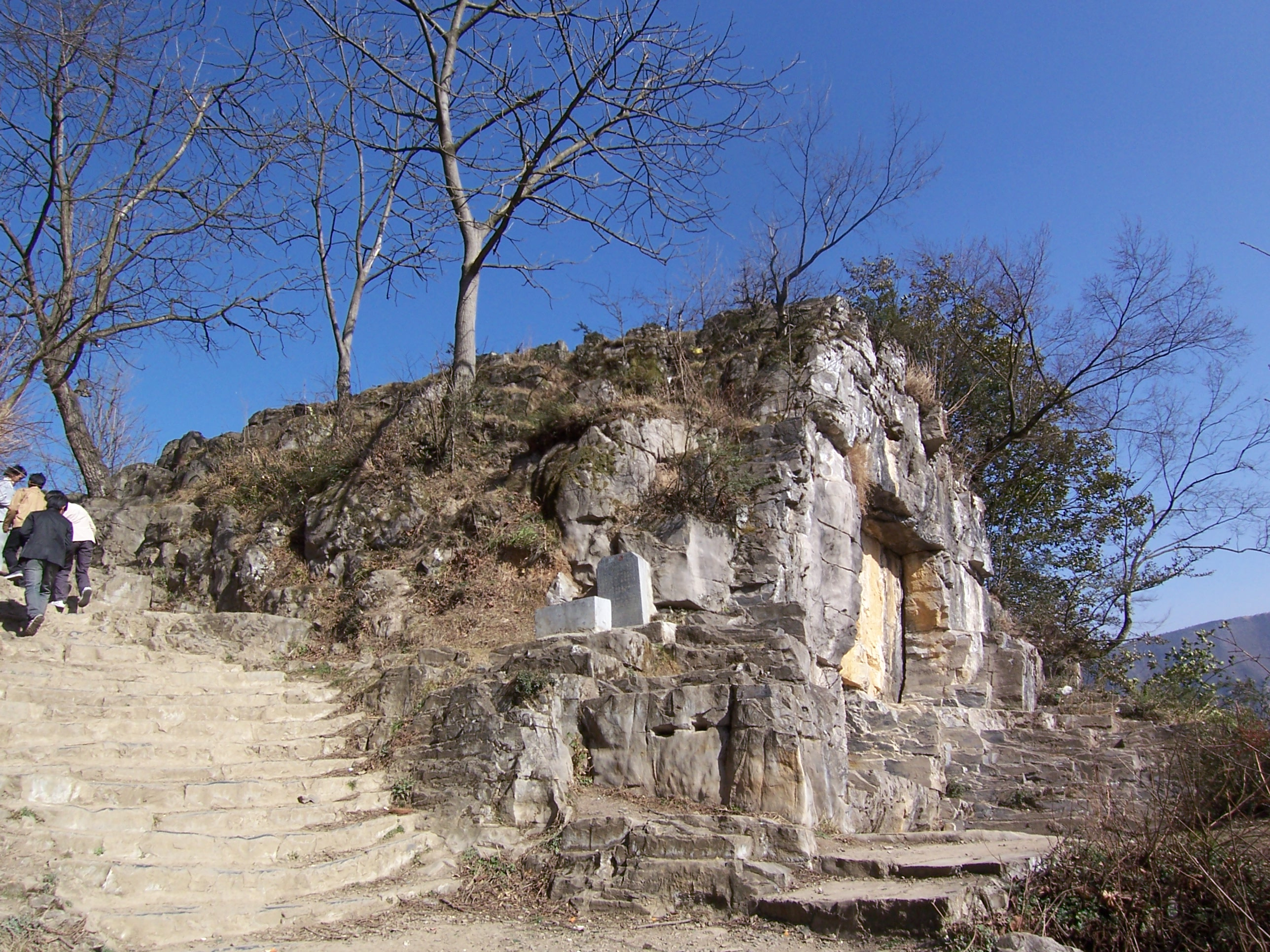

石门坎（苗语：hmaoblisnaf），是中国贵州威宁县石门乡的一个著名苗族村寨，石门乡政府所在地。石门坎位于乌蒙山腹地，目前经济靠煤矿开采支撑。

## 历史
石门坎原为苗族一支大花苗的聚居地。1905年，英国卫理公会传教士柏格理应大花苗的邀请，来当地传教。柏格理在当地兴建了教堂、医院和学校，并为当地苗民引进了马铃薯、玉米等农作物以及农业试验场。他还为当地苗民改进了土灶和纺织机，并在当地人的帮助下，历史上第一次为苗语创建了书写系统：滇东北老苗文（又称为石门坎苗文）。柏格理及其他传教士还试图按照西方的习惯改良当地的风俗，引入了多种体育、文化运动，并坚持举办端午节运动会，成为全苗族的盛会。
在短短时间内，石门坎一跃成为中国西南地区经济、文化最为发达的地区之一，全民受教育程度甚至超过了同时代的许多汉族地区，石门坎中学校友中甚至拥有博士两名，23人进入了大学学习，著名人物包括杨汉先（贵州大学副校长、创建人之一）、张超伦（纽约大学医学博士）等。当时石门坎被称为"西南苗族最高文化区"。
1948年10月9日，石门坎发生5.8级地震，造成了沉重损失。中华人民共和国成立后，石门坎被选为滇东北苗语的代表点。在三年大饥荒和文化大革命的打击下，石门坎的基础设施破坏殆尽，苗语教学一度被完全停止。目前石门坎已经成为威宁最贫穷的地区，失学率极高，氟中毒现象普遍。
目前，香港乐施会在当地推行小额贷款扶贫项目。